# رافاييل ريبيرو
رافاييل ريبيرو هو عداء سريع برازيلي، ولد في 23 يونيو 1986.

## وصلات خارجية
- رافاييل ريبيرو على موقع الاتحاد الدولي لألعاب القوى (الإنجليزية)
- رافاييل ريبيرو على موقع أوليمبيديا (الإنجليزية)